# Dior Eluchíl
Pour l’article homonyme, voir Dior.
Dior est un personnage du legendarium de Tolkien. Il est le fils de Beren et de Lúthien, et le petit-fils et héritier du trône d’Elu Thingol, roi de Doriath. Dior a été le premier des Peredhil,.

## Histoire
Il apparaissait comme le plus beau de tous les enfants du monde, d’une triple race : des Edain, des Eldars et des Maiar du Royaume Béni."
― Quenta Silmarillion, « De la ruine de Doriath »

Dior est né sur l’île de Tol Galen, dans l’est du Beleriand. À l’âge de 27 ans, il épousa Nimloth de Doriath, et l’a ramenée vivre près de la cascade de Lanthir Lamath au pied des Montagnes Bleues. C’est là qu’ils eurent trois enfants : Elwing, Elured et Elurín.
Après que Thingol ait été tué par les Nains qui convoitaient le Nauglamír, Dior, avec son père et une armée d’Elfes verts d’Ossiriand, se dirigea rapidement vers le nord jusqu’à la rivière Ascar et combattit les Nains de Nogrod lors de la bataille de Sarn Athrad.
Dans P.A. En 503, lui et sa famille se rendirent à Menegroth et restaurent le royaume de Doriath. Après la mort de ses parents, un seigneur des Laiquendi vint à Doriath avec le Nauglamír, qui fut porté par sa mère. Après le deuil, il décida de le porter lui-même. Lorsqu’il plaça le Nauglamír sur lui-même, il s’assit légèrement et il apparut comme le plus beau des trois races vivantes : Maiar, les Elfes et les Hommes. Cette nouvelle parvint aux Fils de Fëanor, qui vinrent à Doriath avec leurs partisans, consumés par le Serment de Fëanor.
Dior a réussi à tuer Celegorm, et Caranthir et Curufin ont également été tués, mais le royaume de Doriath a été détruit. Dior et Nimloth ont été tués lors du Second Massacre, ainsi que tous ceux qui tentaient d’empêcher les Fils de Fëanor de s’emparer du Silmaril.
Après l’attaque, les serviteurs de Celegorm laissèrent Eluréd et Elurín mourir dans la forêt. Cependant, Elwing, portant le Nauglamír, s’enfuit avec le reste des Elfes de Doriath vers les Havres du Sirion. Des années plus tard, elle épousera Eärendil et ensemble, ils demanderont de l’aide à Valinor.

## Étymologie
Dans les Étymologies, le nom Dior signifierait « successeur » en Doriathrin. Le nom dérive du quendien primitif ndeuro (« suiveur, successeur »), de la racine NDEW.

## Autres noms
Dior s’est d’abord appelé Aranel, probablement Sindarin pour (« Roi des Elfes »).  Plus tard, on l’appela Eluchíl (« Héritier d’Elu ») et la Foire.

## Autres versions du legendarium

### Le livre des contes perdus
Dans Le Livre des Contes Perdus, un nom de Dior était Ausir (Gn. « Le Riche »),.

### Le destin de Dior
Dans une version plus ancienne du Quenta Silmarillion, Manwë a prononcé ce jugement à Eärendil :
Je remets à Eärendel l’interdiction, et le péril qu’il a pris sur lui par amour pour les Deux Sœurs ne retombera pas sur lui ; elle ne retombera pas non plus sur Elwing qui est entré en péril pour l’amour d’Eärendel : sauf en ceci : ils ne marcheront plus jamais parmi les Elfes ou les Hommes dans les Terres Extérieures. Or, tous ceux qui ont le sang des hommes mortels, dans quelque partie que ce soit, grande ou petite, sont mortels, à moins qu’un autre châtiment ne leur soit accordé ; Mais dans cette affaire, le pouvoir du destin m’est donné.
Christopher Tolkien l’interprète comme le fait que Dior hériterait de la mortalité de son père, indépendamment de la nature et du choix de sa mère :
§9 Il est à remarquer que, selon le jugement de Manwë, l’héritier de Dior Thingol, fils de Beren, était mortel quel que soit le choix de sa mère.